# مایک باترس
مایک باترس (انگلیسی: Mike Buttress؛ زادهٔ ۲۳ مارس ۱۹۵۸) بازیکن فوتبال بازنشته اهل بریتانیا است.
از باشگاه‌هایی که در آن بازی کرده‌است می‌توان به استون ویلا و کیلینگام اشاره کرد.

## زندگینامه
وی در تاریخ ۲۳ مارس ۱۹۵۸ در پیتربورو زاده شد.